# Wu Xiaoxuan
Wu Xiaoxuan (chinesisch 吴小旋, Pinyin Wú Xiǎoxuán; * 26. Januar 1958 in Hangzhou) ist eine ehemalige chinesische Sportschützin.

## Erfolge
Wu Xiaoxuan wurde 1980 in Manila Asienmeisterin mit dem Luftgewehr und gewann mit diesem bei den Asienspielen 1982 in Neu-Delhi sowohl in der Einzel- als auch in der Mannschaftskonkurrenz die Goldmedaille. Im Jahr darauf wurde sie in Innsbruck ebenfalls mit dem Luftgewehr Vizeweltmeisterin. Wu nahm an den Olympischen Spielen 1984 in Los Angeles teil, wo sie mit dem Luftgewehr sowie dem Kleinkaliber-Gewehr im Dreistellungskampf antrat. Im Wettbewerb mit dem Luftgewehr erzielte sie 389 Punkte, womit sie hinter Pat Spurgin und Edith Gufler die Bronzemedaille gewann. Den Dreistellungskampf beendete sie mit 581 Punkten, dem besten Schießresultat aller Teilnehmerinnen, auf dem ersten Rang und wurde so vor Ulrike Holmer und Wanda Jewell Olympiasiegerin.